# Pie-bleue à calotte noire
Cyanopica cyanus
Espèce
Statut de conservation UICN

 LC  : Préoccupation mineure
La Pie-bleue à calotte noire (Cyanopica cyanus) est une espèce de passereaux de la famille des corvidés.

## Étymologie
Son nom scientifique, Cyanopica cyanus, est dérivé du grec « kuanos », signifiant bleu, et du latin « pica » signifiant pie. Son nom est donc un pléonasme puisqu'il se traduit littéralement « pie bleue bleue ».
Son nom vernaculaire, Pie bleue, est là encore simplement une référence à la couleur de ses ailes et de sa queue.

## Description
Elle mesure 31 à 35 centimètres de long et ressemble à la pie-bleue ibérique ; des études génétiques ont montré qu'il s'agissait de deux espèces distinctes, la queue à pointe blanche étant le principal trait de distinction.

## Répartition et sous-espèces
Selon la classification de référence du Congrès ornithologique international (15.1, 2025) elle se répartit en dedux sous-espèces (ordre phylogénique) :
- Cyanopica cyanus cyanus  — Chine, nord de la Mongolie, sud-est de la Sibérie et Corée ;
- Cyanopica cyanus japonica  — Japon.

Certaines classifications considèrent l'espèce Pie-bleue ibérique (Cyanopica cooki) Bonaparte, 1851 comme sous-espèce Cyanopica cyanus cooki. Lorsque ces deux espèces étaient réunies au sein du même taxon, elles étaient connues par le nom normalisé CINFO de Pie bleue.

## Galerie

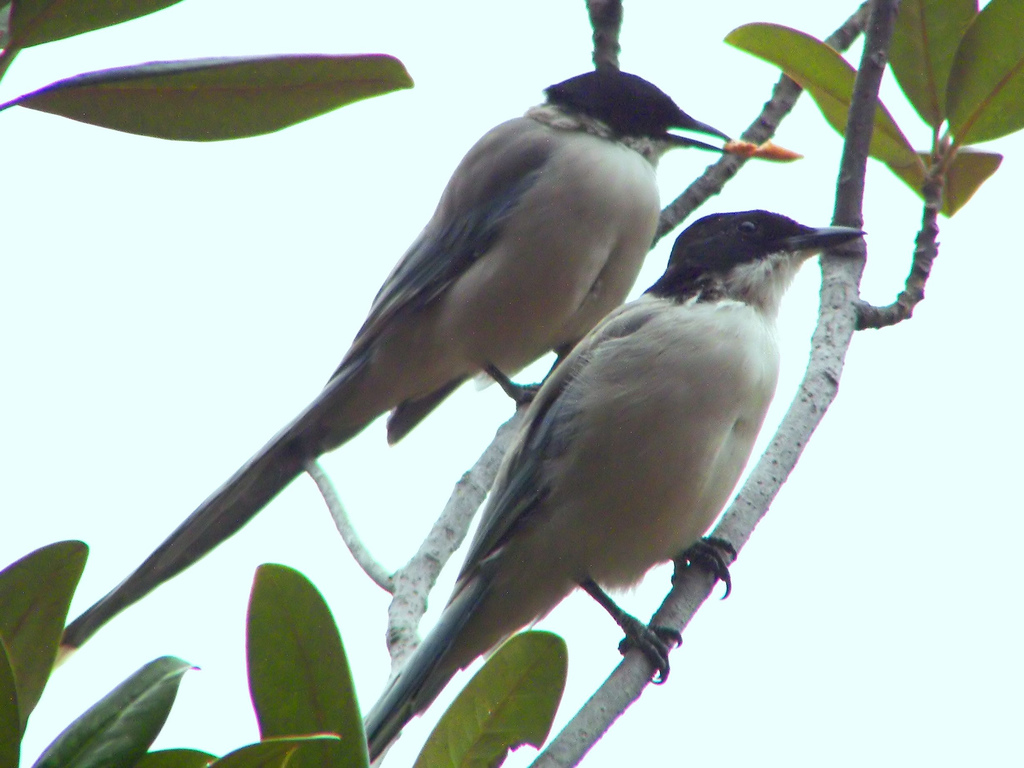
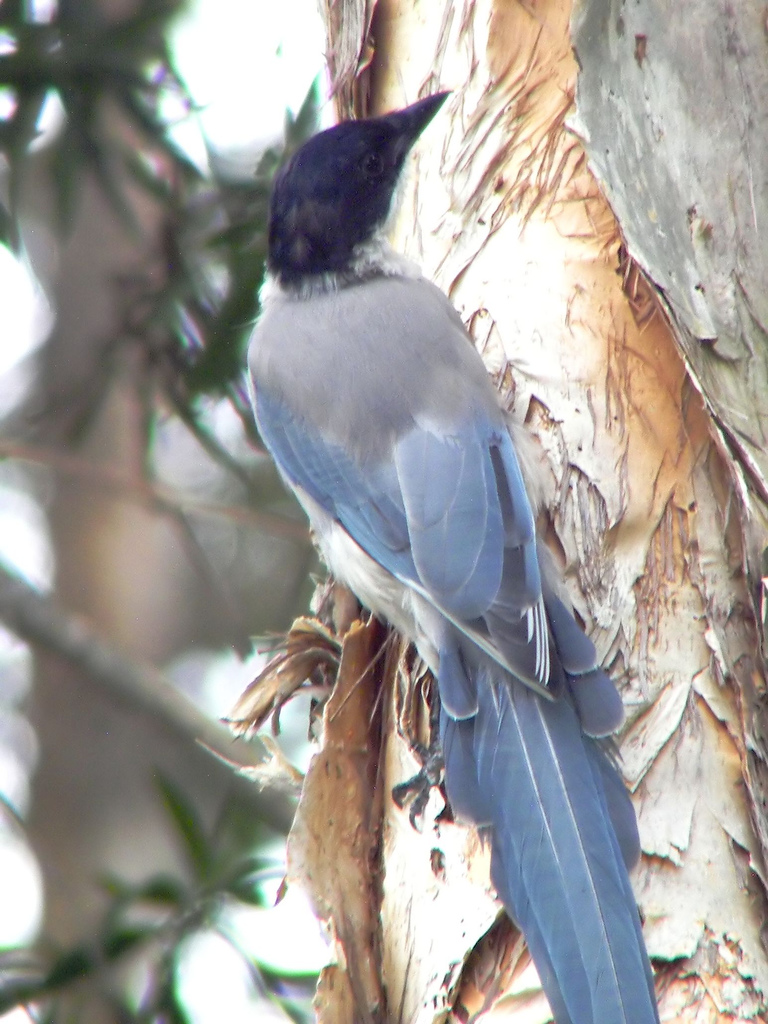

### EspèceCyanopica cyanus
- (en) Congrès ornithologique international : Cyanopica cyanus dans l'ordre Passeriformes
- (en) Zoonomen Nomenclature Resource (Alan P. Peterson) : Cyanopica cyanus  dans Passeriformes
- (fr + en)  Avibase : Cyanopica cyanus (Pallas, 1776) (+ répartition) (consulté le 26 avril 2016)
- (fr) Oiseaux.net : Cyanopica cyanus (+ répartition)
- (en) NCBI : Cyanopica cyanus (taxons inclus)
- (en) UICN : espèce Cyanopica cyanus (Pallas, 1776) (consulté le 2 septembre 2020)
- (fr) eBird : Cyanopica cyanus

### Vidéos
- Vidéo d'une troupe de pies bleue filmées en Andalousie, dans le Coto-Donana (Espagne)